# Suchscheinwerfer

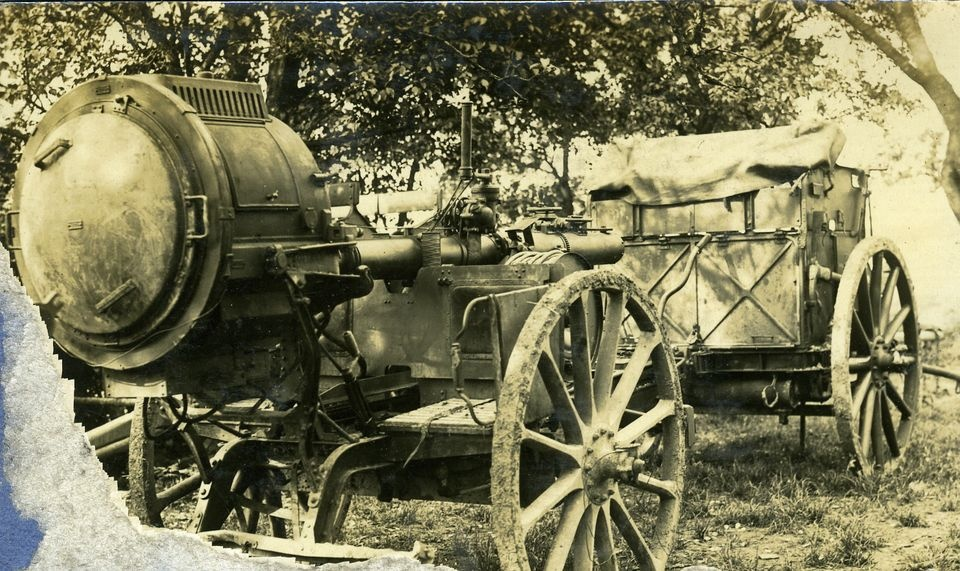
Suchscheinwerfer an einem Fahrgestell während des Ersten Weltkriegs

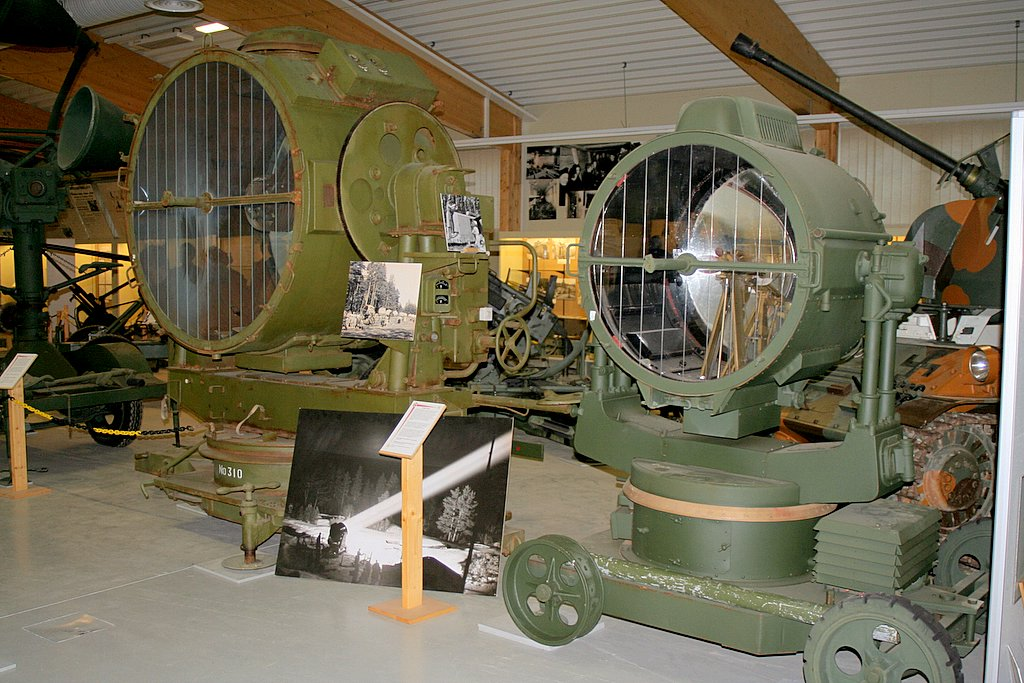
Zwei ausgestellte Suchscheinwerfer aus dem Zweiten Weltkrieg

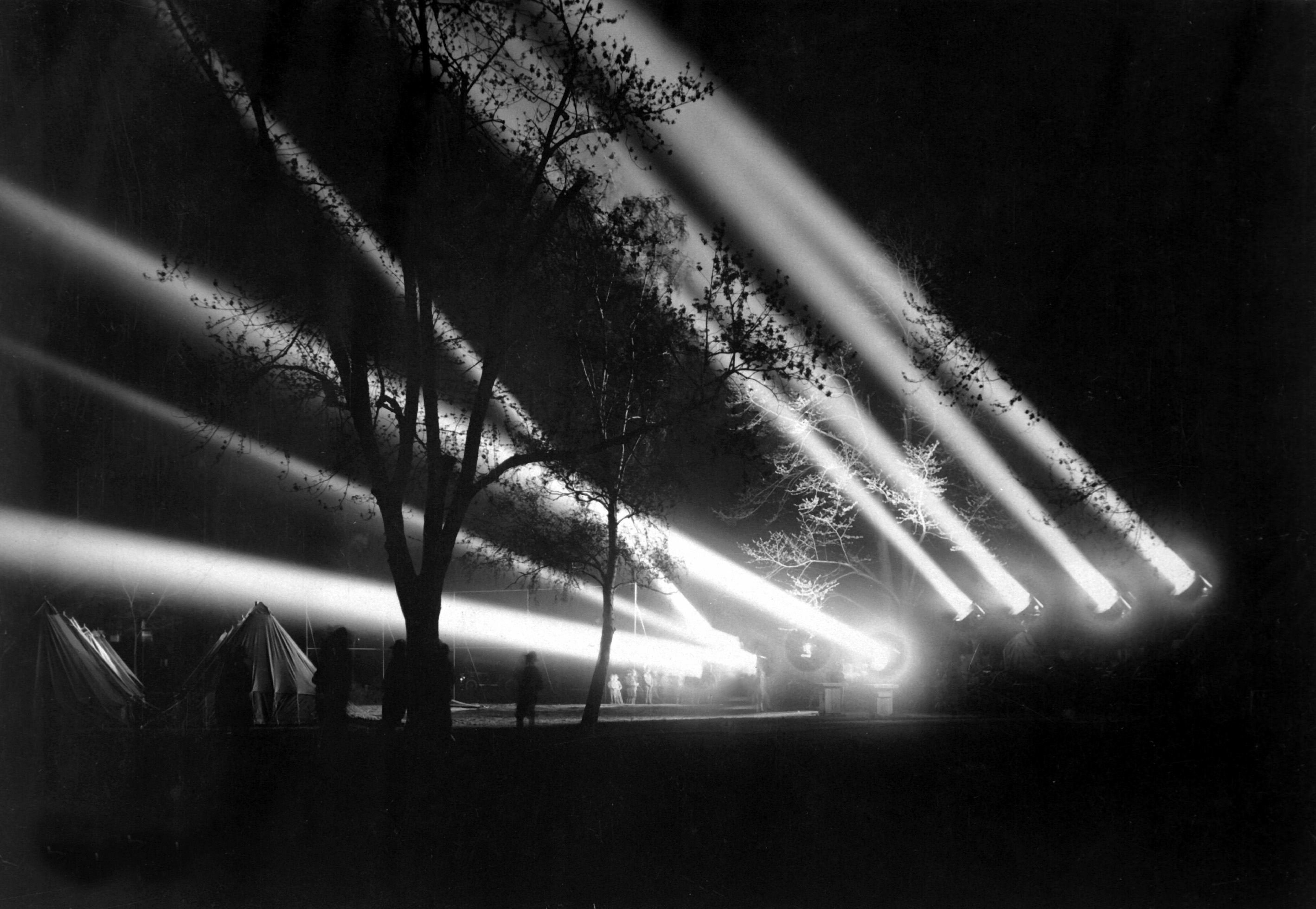
Englische 24-Zoll-Suchscheinwerfer im Einsatz (April 1918)

Suchscheinwerfer sind mit besonders leuchtstarken Lampen ausgestattete Scheinwerfer, die zivil und militärisch Anwendung finden. Dabei handelt es sich um Geräte, die eine sehr helle Lichtquelle (früher meist eine Karbonbogenlampe) mit einem parabolischen Spiegel kombinieren, um einen starken, fast parallelen Lichtstrahl in eine bestimmte Richtung zu werfen. Sie sind meist schwenkbar. Moderne Suchscheinwerfer verwenden meist Xenon (Xe) als Lichtquelle. Seltene Erden wie Lanthan (La) und Cer (Ce) werden in Leuchtstoffen genutzt, um die Lichtqualität in speziellen Suchscheinwerfern zu verbessern.

## Beschreibung
Der zivile Einsatz von Suchscheinwerfern findet meist bei Zoll oder Küstenwache statt, wo sie zum Aufspüren z. B. von Schmugglern oder in Seenot geratenen Personen verwendet werden.
Im militärischen Bereich werden Suchscheinwerfer vor allem von Artillerie und Marine als probates Mittel zum Aufspüren von feindlichen Flugzeugen oder Luftschiffen genutzt. Zumeist sind sie an die Flak-Einheiten gekoppelt. Umgekehrt haben bzw. hatten einige Militärflugzeuge Suchscheinwerfer, z. B. um aufgetauchte U-Boote auch bei Dämmerung bzw. Dunkelheit sehen (und angreifen) zu können, siehe Leigh light und Turbinlite.
An Kraftfahrzeugen sind Suchscheinwerfer schwenkbar angebracht, damit gesuchte Objekte wie zum Beispiel Hausnummern oder Wegweiser angeleuchtet werden können, die vom Licht der feststehenden Scheinwerfer nicht erfasst werden. Suchscheinwerfer dürfen an Kraftfahrzeugen nur temporär und nicht zur dauernden Ausleuchtung der Fahrbahn eingesetzt werden. Die elektrische Leistung ist in Deutschland auf 35 W begrenzt. Zudem müssen bei Betrieb des Suchscheinwerfers die Schlussleuchten und die Kennzeichenbeleuchtung mit eingeschaltet werden.
Heutzutage werden Suchscheinwerfer häufig für Werbung, Märkte, Festivals und andere öffentliche Veranstaltungen eingesetzt. Sie waren früher bei Filmpremieren sehr verbreitet, und ihre schwenkenden Lichtstrahlen sind sogar Teil des Logos von 20th Century Studios und dem Fox-Fernsehnetzwerk geworden.
- Animated searchlights are a part of the distinctive production logo used at the start of 20th Century Fox films since the 1930s

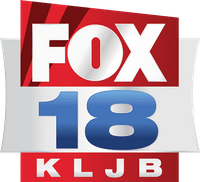
A logo for Fox affiliate KLJB, one of many examples of a Fox station still using searchlights in their logo.